# Clive Rowlands
Daniel Clive Thomas Rowlands (Cwmtwrch, 14 maggio 1938 – Swansea, 29 luglio 2023) è stato un allenatore di rugby a 15 e rugbista a 15 gallese, mediano di mischia e capitano della nazionale gallese di cui è stato allenatore dal 1968 al 1974. Nel 1989 è stato presidente della Welsh Rugby Union.

## Biografia

### Carriera da giocatore
Insegnante di professione, Rowlands ha giocato come mediano di mischia per i club di Abercrave, Pontypool, Llanelli e Swansea. È stato capitano del Pontypool nel 1962-63 e dello Swansea nel 1967-68.
Il 19 gennaio 1963 ha fatto il suo esordio per la nazionale in una partita contro l'Inghilterra. Stranamente durante questo match fu scelto come capitano, una posizione che mantenne anche per le 13 partite successive tra il 1963 e il 1965, conducendo il Galles alla sua prima Triple Crown dal 1952. Rowlands è stato capitano in tutte le partite da lui giocate.
Nel test contro la Scozia del Cinque Nazioni 1963, su un campo di gioco bagnato e fangoso, Rowlands decise di calciare in touch ogni volta che fosse possibile, col risultato che ci furono 111 rimesse laterali durante la partita. L'incontro si concluse con la vittoria del Galles per 6-0, anche grazie a un drop di Rowlands che in quell'occasione segnò i suoi unici punti in un incontro internazionale. Successivamente l'International Rugby Board decise di cambiare le regole, rendendo vietato il calcio direttamente in touch eccetto che entro i propri 22 metri.
Il 27 marzo 1965 Rowlands ha disputato la sua ultima partita per la nazionale. Per il Galles ha disputato 14 match, vincendo 2 Cinque Nazioni (1964, 1965) e una Triple Crown (1965).

### Carriera da allenatore
Dopo il ritiro dal rugby giocato è stato c.t. del Galles per 29 partite tra il 1968 e il 1974, diventando, al tempo, la persona più giovane ad ottenere questa carica. Rowlands prese il posto del dimissionario David Nash, al quale la federazione non aveva permesso di seguire la nazionale nel tour del 1968.
Quello fu un periodo di successi per la nazionale, tra cui il Grande Slam nel Cinque Nazioni 1971 e il tour nell'emisfero sud nel 1969. Rowlands è stato inoltre manager dei British and Irish Lions nel tour in Australia del 1989, del team delle isole britanniche contro il resto del mondo nel 1986 e del Galles nella Coppa del Mondo 1987.
È diventato presidente della Welsh Rugby Union nel 1989.